# Sidahmed Said Buda Brahim
Sidahmed Said Buda Brahim (Smara, Sàhara Occidental, 1992) és un pilotari valencià. Format a l'escola municipal de la Llosa de Ranes, comença a jugar com a mitger, però després d'un stage a la Universitat Politècnica de València, comença a jugar com a rest per consell de Paco Cabanes, el Genovés. Va guanyar la lliga de raspall de 2011 fent de parella de Waldo d'Oliva, convertint-se en el primer jugador d'origen saharaui en obtindre un títol.